# Asiotmethis artemisianus
Asiotmethis artemisianus är en insektsart som beskrevs av Oleg V. Shumakov 1949. Asiotmethis artemisianus ingår i släktet Asiotmethis och familjen Pamphagidae. Inga underarter finns listade i Catalogue of Life.